# درباشیه
درباشیه (به عربی: الدرباشیة) روستایی فلسطینی، واقع در ۲۰ کیلومتری شمال شرق صفد بود.